# フォードの円

に対するフォードの円。 の円に p/q を記し、q の値ごとに色分けしている。それぞれの円は基準線および隣り合う円に接している。同じ分母を持つ既約分数は同じ大きさの円を持つ。(画像を大きなサイズで見たい場合クリック)

数学において、フォードの円（英: Ford circle）とは、中心が {\displaystyle \left({\frac {p}{q}},{\frac {1}{2q^{2}}}\right)}、半径が {\displaystyle {\frac {1}{2q^{2}}}} の円である。ただし、p/q は既約分数であり、すなわち p, q は互いに素な整数。それぞれのフォードの円は水平軸 y = 0) に接しており、それらのうち任意の2つの円は互いに共有しないか外接しているかのどちらかである。

## 歴史
フォードの円は、互いに外接しており、基準線 (y = 0) は半径が無限大の円と考えられる。互いに接する円の体系は、アポロニウスの問題やアポロニウスのギャスケットなどに名が残るペルガのアポロニウスによって研究された。17世紀にはルネ・デカルトが、互いに接する円の半径の逆数間の関係に関するものであるデカルトの定理を発見した。
フォードの円は日本の和算の算額にも登場する。このうち代表的な問題として、1824年の群馬県の算額にて出題されたものが挙げられる。この問題は共通の接線を持ち互いに外接する3つの円に関するものである。この問題は2つの外接する円が与えられているとき、その2つの円と共通外接線の中に外接する小さな円の大きさを答えよというものであった。この問題の答えはフォードの円に等しい。
{\displaystyle {\frac {1}{\sqrt {r_{\text{middle}}{\vphantom {A}}}}}={\frac {1}{\sqrt {r_{\text{left}}{\vphantom {A}}}}}+{\frac {1}{\sqrt {r_{\text{right}}{\vphantom {A}}}}}.}
フォードの円は1938年にフォードの円について言及したアメリカの数学者レスター・フォードの名前に因んで名づけられた。

## 性質
分数 p/q に対するフォードの円は {\displaystyle C\left[{\frac {p}{q}}\right]} あるいは {\displaystyle C[p,q]} と表記される。すべての有理数に、対応したフォードの円が存在する。さらに、直線 y = 1 はフォードの円の一つとしてカウントされる。これは、直線 y = 1 が 0/1 に対する、半径無限大のフォードの円であると考えられるためである。
異なる2つのフォードの円は、互いに共有点を持たないか外接しているかのどちらかである。x軸上の有理数である点には、1つのフォードの円が接している。0 と 1 の間の p/q に対して、{\displaystyle C\left[{\frac {p}{q}}\right]} に接するフォードの円は次のようにさまざまに表現することができる。
1. 円 {\displaystyle C\left[{\frac {r}{s}}\right]} ただし {\displaystyle |ps-qr|=1}[1]。
2. ファレイ数列において、分数 p/q に隣接する分数 r/s に対する円。
3. Stern–Brocot tree（英語版）において、r/s が p/q よりも一つ大きい、あるいは一つ小さい ancestor であるときの円  {\displaystyle C\left[{\frac {r}{s}}\right]}、あるいは p/q が r/s より1つ大きい、あるいは1つ小さい ancestor のときの円 {\displaystyle C\left[{\frac {r}{s}}\right]}[1]。

フォードの円はまた複素平面上の曲線としても考えられる。複素平面の変換のモジュラー群はフォードの円をフォードの円へと写す。
複素平面の上半平面を双曲平面のモデル（ポワンカレの上半平面モデル）と解釈することで、フォードの円はホロサイクルによる双曲平面のタイリングとも解釈することができる。任意の 2 つのフォードの円は双曲幾何学において合同である。{\displaystyle C\left[{\frac {p}{q}}\right]} と {\displaystyle C\left[{\frac {r}{s}}\right]} が互いに接しているフォードの円ならば、{\displaystyle \left({\frac {p}{q}},0\right)} と {\displaystyle \left({\frac {r}{s}},0\right)} を結ぶ、x軸に垂直な半円は双曲的直線であり、この双曲的直線は2つの円の接点も通る。 
フォードの円は y = 0, y = 1 と円 {\displaystyle C\left[{\frac {0}{1}}\right]} によって作られるアポロニウスのギャスケットの部分集合である。

## フォードの円の総面積
フォードの円（円板）の面積、オイラーのトーシェント関数 {\displaystyle \varphi }、リーマンゼータ関数 {\displaystyle \zeta }、アペリーの定数 {\displaystyle \zeta (3)} の間には繋がりがある。フォードの円全体：
{\displaystyle \left\{C[p,q]:0<{\frac {p}{q}}\leq 1,\,(p,q)=1\right\}}
は、どの2つも交わらないので、総面積は 1 よりも小さい。ゆえにフォードの円の総面積は収束し、その総面積は
{\displaystyle A=\sum _{q\geq 1}\sum _{(p,q)=1 \atop 1\leq p\leq q}\pi \left({\frac {1}{2q^{2}}}\right)^{2}}
である。この式を単純化することで次の式を得る。
{\displaystyle A={\frac {\pi }{4}}\sum _{q\geq 1}{\frac {1}{q^{4}}}\sum _{(p,q)=1 \atop 1\leq p\leq q}1={\frac {\pi }{4}}\sum _{q\geq 1}{\frac {\varphi (q)}{q^{4}}}={\frac {\pi }{4}}{\frac {\zeta (3)}{\zeta (4)}},}
ただし、最後の等号はオイラーのトーシェント関数 {\displaystyle \varphi (q)} に関する母関数としてのディリクレ級数を反映している。{\displaystyle \zeta (4)={\frac {\pi ^{4}}{90}}} なので、最終的に次のようになる。
{\displaystyle A={\frac {45}{2}}{\frac {\zeta (3)}{\pi ^{3}}}\approx 0.872284041.}